# Clubiona huttoni
Clubiona huttoni är en spindelart som beskrevs av Forster 1979. Clubiona huttoni ingår i släktet Clubiona och familjen säckspindlar. Inga underarter finns listade i Catalogue of Life.